# 安藤秀樹
安藤 秀樹（あんどう ひでき、1960年1月22日 - ）は、日本のシンガーソングライター、音楽プロデューサー。東京都足立区出身。2002年には、足立区立千寿青葉中学校の校歌を作詞作曲した。

## 来歴・人物
1986年、EPICソニーより歌手デビュー。代表曲に「泣いた日 笑った日」「さよならいとしのBaby Blues」「 はじまりの予感 -あなたを見ているから-」等がある。
音楽プロデューサーとしても活動しており、主に吉川晃司や鈴木雅之、久宝留理子らに楽曲提供した事で知られている。「ロック界の吟遊詩人」と呼ばれている。
1990年代前半には、鈴木が司会を務める東海テレビの深夜番組「MOTOWN PARADISE」（中京ローカル）という音楽番組にゲスト出演している。
現在も音楽活動の傍ら、地元の足立区で音楽教室「夢塾」を経営している他、近年ではYouTubeの自身のチャンネルで様々なアーティストの曲のカバー歌唱やギター演奏を披露する事もある。
矢沢永吉のファンである事をSNS等で明かしている。

## ディスコグラフィー

### シングル
※1993年以降に発売されたシングルは全てアルバム未収録である。
| #                 | 発売日         | タイトル                                | B面                                      |
| EPIC・ソニー      |                |                                         |                                          |
| 1st               | 1986年10月1日  | Foolish Game                            | Rain Drive                               |
| 2nd               | 1987年3月5日   | 見えないフェイス                        | 彼女と過ごした日                         |
| 3rd               | 1987年6月21日  | Sensitive                               | 海辺のEcho                               |
| 4th               | 1987年9月9日   | 泣いた日 笑った日                       | それぞれの午後のために                   |
| 5th               | 1988年2月26日  | Mario                                   | 木の影・月の影・彼女の影                 |
| EPIC/SONY RECORDS |                |                                         |                                          |
| 6th               | 1988年7月1日   | イエロー・ハミング・バード              | わからずやのSOUL                         |
| 7th               | 1988年10月21日 | Annie's Café                            | びしょぬれの木馬                         |
| 8th               | 1989年2月1日   | せいいっぱい                            | せいいっぱい -string version-            |
| 9th               | 1989年4月7日   | 秘密にしようよ                          | 星のない夜                               |
| 10th              | 1989年9月21日  | 情けなくてもI Love You                  | ダウンタウンヒーロー                     |
| 11th              | 1990年3月1日   | Rich〜君は君のために                    | RAIN DRIVE (90's version)                |
| 12th              | 1990年5月1日   | 青空に会いたい                          | うそつき小僧の見えぬ涙                   |
| 13th              | 1990年7月21日  | Happy Birthday 〜僕とチークを踊ろうよ〜 | めちゃくちゃに愛して                     |
| 14th              | 1990年12月1日  | 涙も輝くから                            | 君はともだち                             |
| Epic/Sony Records |                |                                         |                                          |
| 15th              | 1991年4月18日  | 笑いとばせ泣きまくれ                    | 今、元気でいるか                         |
| 16th              | 1991年10月25日 | おどれおどれ                            | A Day Good Night                         |
| 17th              | 1991年12月1日  | さよならいとしのBaby Blues              | 今でも君がそこにいるような               |
| 18th              | 1992年4月8日   | はじまりの予感 -あなたを見ているから-   | さよならいとしのBaby Blues               |
| 19th              | 1992年10月1日  | 君への想い                              | 願いよ届け                               |
| 20th              | 1992年12月2日  | 想いは波のように                        | もしもかなうものなら                     |
| 21st              | 1993年5月21日  | Moon Light 〜想いは波のように〜         | 笑顔にBANZAI                             |
| 22nd              | 1995年8月21日  | 交差点                                  | 泣いた日 笑った日                        |
| 23rd              | 1995年12月1日  | 笑顔にBANZAI                            | 絆                                       |
| 24th              | 1998年8月1日   | 百万の言葉より                          | HOPE                                     |
| 25th              | 1998年12月2日  | 街の灯 〜Dream Light〜                  | 愛のうた                                 |
| 26th              | 1999年4月29日  | Tell Me                                 | さよならいとしのBaby Blues -Live ver.99- |

### アルバム

#### オリジナル・アルバム
| #                 | 発売日        | タイトル            |
| EPIC・ソニー      |               |                     |
| 1st               | 1986年10月5日 | Zoo Picnic          |
| 2nd               | 1987年9月21日 | Mario               |
| EPIC/SONY RECORDS |               |                     |
| 3rd               | 1988年7月21日 | Camp                |
| 4th               | 1989年5月21日 | Downtown Hero       |
| 5th               | 1990年5月21日 | 青空に会いたい      |
| 6th               | 1991年9月1日  | Heart Break Pierrot |
| Epic/Sony Records |               |                     |
| 7th               | 1992年11月1日 | With                |
| MIRACLE RECORDS   |               |                     |
| 7th               | 2002年7月27日 | ADACHI              |

#### ベスト・アルバム
| #                              | 発売日        | タイトル                                                |
| Sony Music Direct / CSレコード |               |                                                         |
| 1st                            | 2016年10月3日 | GOLDEN☆BEST Limited 安藤秀樹 〜ダウンタウンからの贈り物 |
| 2nd                            | 2017年7月10日 | GOLDEN☆BEST Limited 安藤秀樹 〜ダンディからの贈り物〜   |

### タイアップ
| 楽曲                                  | タイアップ                                                               |
| ------------------------------------- | ------------------------------------------------------------------------ |
| イエロー・ハミング・バード            | 東宝映画『シャイなあんちくしょう』挿入歌                                 |
| 笑いとばせ泣きまくれ                  | 東宝映画『シャイなあんちくしょう』主題歌                                 |
| 秘密にしようよ                        | ワコール『Wing』CMソング                                                 |
| さよならいとしのBaby Blues            | 毎日放送『Acoustic Paradise』エンディングテーマ                          |
| はじまりの予感 -あなたを見ているから- | ローソン『あなたを見ているから』キャンペーンソング                       |
| Moon Light 〜想いは波のように〜       | テレビ東京系『トランタン白書』エンディングテーマ                         |
| 交差点                                | 平成7年度第77回全国高等学校野球選手権大会 朝日放送中継オープニングテーマ |
| 笑顔にBANZAI                          | 朝日放送系『社会人ラグビー選手権大会』エンディングテーマ                 |
| 百万の言葉より                        | 朝日放送系『熱闘甲子園』エンディングテーマ                               |

## 主な提供曲

### 作詞
- 織田裕二 「MOON」
- 吉川晃司「にくまれそうなNEWフェイス」「RAIN-DANCEがきこえる」「キャンドルの瞳」「No No サーキュレーション」「フライデー ナイト レビュー」「ハートショット」「a day・good night」「サイレントムーンにつつまれて」「グッド ラック チャーム」「Border Line」「She's gone－彼女が消えた夜」「心の闇（ハローダークネス）」「別の夢、別の夏」「in a sentimental mood」「I'm So Crazy」「Mis Fit」「MISS COOL」「Drive 夜の終わりに」「選ばれた夜」「BODY WINK」「ロスト チャイルド」「永遠のVELVET KISS」「無口なmoonlight」「やせっぽちの天国」
- 鈴木雅之 「プライベートホテル」「きらいだよ」
- 高橋克典 「明日へつづく道」
- 柳ジョージ 「BROAD WAY」

### 作曲
- CHAKA 「TELL ME WHY」
- 柳ジョージ「Rain Is Gone」

### 作詞・作曲
- 織田裕二 「永遠の灯」
- 久宝留理子 「道」
- 鈴木雅之 「さよならいとしのBaby Blues」

## ラジオ
- GOOD MORNING No.1　（1988年11月 - 1989年9月、NACK5）